# Federazione italiana tabaccai
La Federazione Italiana Tabaccai (abbreviata in F.I.T.) è un'organizzazione sindacale che rappresenta i tabaccai italiani, nonché rivenditori di generi di monopolio. Offre principalmente servizi di consulenza e di tutela in riferimento a tutte le materie inerenti ai tabacchi e scommesse.
La federazione, non ha scopo di lucro ma richiede un tesseramento con rinnovo annuale (con un costo dai 40 ai 180 euro l'anno) per lo svolgimento di qualsiasi pratica. Agisce in tutto il territorio nazionale, attraverso i sindacati provinciali e non appartiene a nessuno schieramento politico. Aderisce alla Confcommercio.
La Presidenza Nazionale e la Direzione Generale si trovano a Roma; attualmente vi sono iscritti circa 48 000 associati. 